# Тэнсё (Адзути-Момояма)
Тэнсё (яп. 天正 тэнсё:) — девиз правления (нэнго) японских императоров Огимати и Го-Ёдзэя, использовавшийся с 1573 по 1593 год .

## Продолжительность
Начало и конец эры:
- 28-й день 7-й луны 4-го года Гэнки (по юлианскому календарю — 25 августа 1573);
- 8-й день 12-й луны 20-го года Тэнсё (по григорианскому календарю — 10 января 1593, по юлианскому календарю — 31 декабря 1592).

## Происхождение
Название нэнго было заимствовано
- из 2-го цзюаня «Вэньсюань»:「君以下為基、民以食為天、正其末者端其本、善其後者慎其先」[4];
- у древнекитайского философа Лао-цзы:「清静者為天下正」[4].

## События
События этой эры подробно изложены в хронике «Записки о годах Тэнсё» (Тэнсё: ки).
- 1573 год (7-я луна 1-го года Тэнсё) — Асикага Ёсиаки лишился должности сёгуна и постригся в монахи[7];
- 1574 год (1-я луна 2-го года Тэнсё) — сектантское восстание в провинции Этидзэн;
- 1574 год (9-я луна 2-го года Тэнсё) — подавление восстания сектантов Нагасиме;
- 1576 год (5-я луна 3-го года Тэнсё) — битва при Нагасино — осада силами Такэды Кацуёри замка Нагасино, который защищали Токугава Иэясу и Ода Нобунага; Такэда был вынужден отступить[8];
- 1576 год (5-й год Тэнсё) — по приказу Такэды Кацуёри началось восстановление храма Асама (яп. 浅間神社 Асама дзиндзя), расположенного у подножия горы Фудзияма в провинции Суруга[9];
- 1579 год (6-я луна 7-го года Тэнсё) — Акэти Мицухидэ стал главой провинции Тамба;
- 1579 год (11-я луна 7-го года Тэнсё) — в провинции Кага подавлено восстание сектантов[10];
- 1582 год (10-й год Тэнсё) — Такэда Кацуёри потерпел сокрушительное поражение от сил Оды Нобунаги; храм Асама сровняли с землёй[9];
- 1582 год (3-я луна 10-го года Тэнсё) — битва при горе Тиммоку (яп. 天目山の戦い Тиммокудзан но татакай)[11];
- 1582 год (6-я луна 10-го года Тэнсё) — происшествие в Хонно-дзи[12]; битва при Ямадзаки (яп. 山崎の戦い Ямадзаки но татакай)[13];
- 20 февраля 1582 года (28-й день 1-й луны 10-го года Тэнсё) — посольство годов Тэнсё: японская дипломатическая миссия в Европу, возглавляемая Ито Мансё (яп. 伊東 マンショ) и организованная по инициативе миссионера Алессандро Валиньяно при поддержке трёх даймё Западной Японии — Омуры Сумитады, Отомо Сорина и Аримы Харунобу[14][15]. Продолжалась до 1590 года[15]. Хотя об этой миссии сохранилось гораздо меньше сведений, чем о посольстве годов Кэйсё (яп. 慶長使節) Хасэкуры Цунэнаги, она являлась знаменательным для своего времени событием;
- 1583 год (4-я луна 11-го года Тэнсё) — битва при Сидзугатакэ (яп. 賤ヶ岳の戦い Сидзугатакэ но татакай)[16];

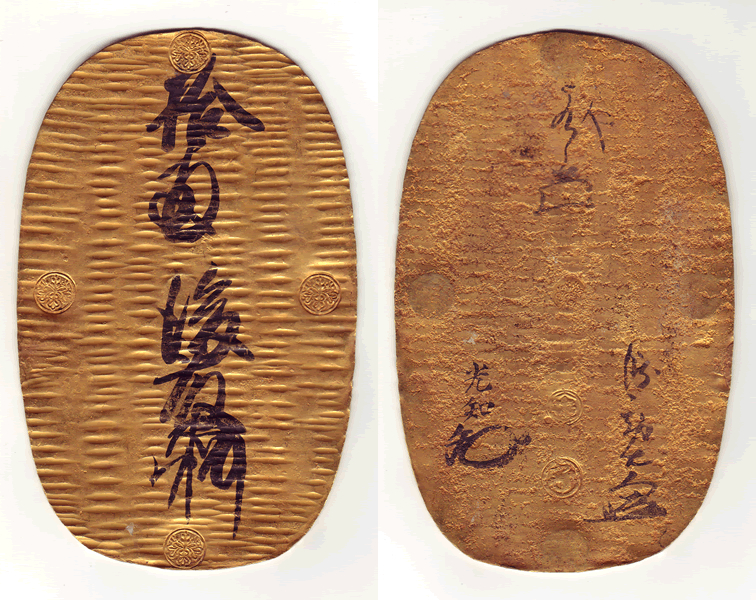
Золотые монеты тэнсё обан

- 1584 год (4-я луна 12-го года Тэнсё) — битва при Комаки и Нагакуте (яп. 小牧・長久手の戦い Комаки Нагакутэ но татакай)[17];
- 10 августа 1584 года (15-й день 7-й луны 13-го года Тэнсё) — японская миссия на Запад (посольство годов Тэнсё) прибыла в Лиссабон[15];
- 1584 год (7-я луна 13-го года Тэнсё) — император Огимати пожаловал Тоётоми Хидэёси титул кампаку[18];
- 17 декабря 1586 года (7-й день 11-й луны 14-го года Тэнсё) — император Огимати отрёкся от престола в пользу своего внука, будущего императора Го-Ёдзэя. Отречение было очень некстати для погрязшей в междоусобных распрях страны; кроме того, в казне не было средств для содержания бывшего императора[19];
- 1586 год (12-я луна 14-го года Тэнсё) — Токугава Иэясу женился на младшей сестре Тоётоми Хидэёси[19];
- 1586 год (12-я луна 14-го года Тэнсё) — Тоётоми Хидэёси был назначен дайдзё-дайдзином[19];
- 1587 год (15-й год Тэнсё) — стали чеканиться монеты тэнсё цусё; овальные золотые монеты, называемые тэнсё обан, весили 165 граммов и стоили 10 рё[15];
- 1588 год (7-я луны 16-го года Тэнсё) — император Го-Ёдзэй посетил усадьбу Тоётоми Хидэёси; начало «охоты за мечами»;
- 1589—1590 годы (16-й — 18-й годы Тэнсё) — корейская династия Чосон отправила в Японию дипломатическую миссию во главе с Хваном Юнгилем (кор. 황윤길)[20]; посол был принят Хидэёси[21];
- 1590 года (7-я луны 18-го года Тэнсё) — силы Тоётоми Хидэёси вошли в регион Канто и взяли замок Одавара; Мацуяма Удзимаса погиб, а его брат, Мацуяма Удзинао, передал власть Хидэёси — так окончился период гражданских войн, истощавших страну с эры Онин[22];
- 1592 год (4-я луна 20-го года Тэнсё) — осада Пусана: начинается Имдинская война;

## Сравнительная таблица
Ниже представлена таблица соответствия японского традиционного и европейского летосчисления. В скобках к номеру года японской эры указано название соответствующего года из 60-летнего цикла китайской системы гань-чжи. Японские месяцы традиционно названы лунами.
В 1582 году католической церковью была проведена календарная реформа, и был введён григорианский календарь. В данной таблице начиная с 10-го года Тэнсё указаны европейские даты как по григорианскому, так и по юлианскому календарю.
| 1-й год Тэнсё (Водяной Петух)         | 1-я луна*       | 2-я луна*               | 3-я луна  | 4-я луна*             | 5-я луна* | 6-я луна              | 7-я луна   | 8-я луна*               | 9-я луна                | 10-я луна  | 11-я луна* | 12-я луна     |                          |
| ------------------------------------- | --------------- | ----------------------- | --------- | --------------------- | --------- | --------------------- | ---------- | ----------------------- | ----------------------- | ---------- | ---------- | ------------- | ------------------------ |
| Юлианский календарь                   | 3 февраля 1573  | 4 марта                 | 2 апреля  | 2 мая                 | 31 мая    | 29 июня               | 29 июля    | 28 августа              | 26 сентября             | 26 октября | 25 ноября  | 24 декабря    |                          |
| 2-й год Тэнсё (Деревянная Собака)     | 1-я луна        | 2-я луна*               | 3-я луна* | 4-я луна              | 5-я луна* | 6-я луна*             | 7-я луна   | 8-я луна*               | 9-я луна                | 10-я луна  | 11-я луна  | 12-я луна     | 12-я луна (високосная) * |
| Юлианский календарь                   | 23 января 1574  | 22 февраля              | 23 марта  | 21 апреля             | 21 мая    | 19 июня               | 18 июля    | 17 августа              | 15 сентября             | 15 октября | 14 ноября  | 14 декабря    | 13 января 1575           |
| 3-й год Тэнсё (Деревянная Свинья)     | 1-я луна        | 2-я луна*               | 3-я луна* | 4-я луна              | 5-я луна* | 6-я луна*             | 7-я луна   | 8-я луна*               | 9-я луна                | 10-я луна  | 11-я луна* | 12-я луна     |                          |
| Юлианский календарь                   | 11 февраля 1575 | 13 марта                | 11 апреля | 10 мая                | 9 июня    | 8 июля                | 6 августа  | 5 сентября              | 4 октября               | 3 ноября   | 3 декабря  | 1 января 1576 |                          |
| 4-й год Тэнсё (Огненная Крыса)        | 1-я луна        | 2-я луна*               | 3-я луна  | 4-я луна*             | 5-я луна  | 6-я луна*             | 7-я луна*  | 8-я луна                | 9-я луна*               | 10-я луна  | 11-я луна* | 12-я луна     |                          |
| Юлианский календарь                   | 31 января 1576  | 1 марта                 | 30 марта  | 29 апреля             | 28 мая    | 27 июня               | 26 июля    | 24 августа              | 23 сентября             | 22 октября | 21 ноября  | 20 декабря    |                          |
| 5-й год Тэнсё (Огненный Бык)          | 1-я луна        | 2-я луна                | 3-я луна* | 4-я луна              | 5-я луна* | 6-я луна              | 7-я луна*  | 7-я луна (високосная) * | 8-я луна                | 9-я луна*  | 10-я луна  | 11-я луна*    | 12-я луна                |
| Юлианский календарь                   | 19 января 1577  | 18 февраля              | 20 марта  | 18 апреля             | 18 мая    | 16 июня               | 16 июля    | 14 августа              | 12 сентября             | 12 октября | 10 ноября  | 10 декабря    | 8 января 1578            |
| 6-й год Тэнсё (Земляной Тигр)         | 1-я луна        | 2-я луна*               | 3-я луна  | 4-я луна              | 5-я луна* | 6-я луна              | 7-я луна*  | 8-я луна*               | 9-я луна                | 10-я луна* | 11-я луна  | 12-я луна*    |                          |
| Юлианский календарь                   | 7 февраля 1578  | 9 марта                 | 7 апреля  | 7 мая                 | 6 июня    | 5 июля                | 4 августа  | 2 сентября              | 1 октября               | 31 октября | 29 ноября  | 29 декабря    |                          |
| 7-й год Тэнсё (Земляной Кролик)       | 1-я луна        | 2-я луна*               | 3-я луна  | 4-я луна              | 5-я луна* | 6-я луна              | 7-я луна*  | 8-я луна                | 9-я луна*               | 10-я луна  | 11-я луна* | 12-я луна     |                          |
| Юлианский календарь                   | 27 января 1579  | 26 февраля              | 27 марта  | 26 апреля             | 26 мая    | 24 июня               | 24 июля    | 22 августа              | 21 сентября             | 20 октября | 19 ноября  | 18 декабря    |                          |
| 8-й год Тэнсё (Металлический Дракон)  | 1-я луна*       | 2-я луна                | 3-я луна* | 3-я луна (високосная) | 4-я луна* | 5-я луна              | 6-я луна   | 7-я луна*               | 8-я луна                | 9-я луна*  | 10-я луна  | 11-я луна*    | 12-я луна                |
| Юлианский календарь                   | 17 января 1580  | 15 февраля              | 16 марта  | 14 апреля             | 14 мая    | 12 июня               | 12 июля    | 11 августа              | 9 сентября              | 9 октября  | 7 ноября   | 7 декабря     | 5 января 1581            |
| 9-й год Тэнсё (Металлическая Змея)    | 1-я луна*       | 2-я луна                | 3-я луна* | 4-я луна              | 5-я луна* | 6-я луна              | 7-я луна*  | 8-я луна                | 9-я луна                | 10-я луна* | 11-я луна  | 12-я луна*    |                          |
| Юлианский календарь                   | 4 февраля 1581  | 5 марта                 | 4 апреля  | 3 мая                 | 2 июня    | 1 июля                | 31 июля    | 29 августа              | 28 сентября             | 28 октября | 26 ноября  | 26 декабря    |                          |
| 10-й год Тэнсё (Водяная Лошадь)       | 1-я луна        | 2-я луна*               | 3-я луна  | 4-я луна*             | 5-я луна* | 6-я луна              | 7-я луна*  | 8-я луна                | 9-я луна                | 10-я луна  | 11-я луна* | 12-я луна     |                          |
| Григорианский календарь               | 3 февраля 1582  | 5 марта                 | 3 апреля  | 3 мая                 | 1 июня    | 30 июня               | 30 июля    | 28 августа              | 27 сентября             | 27 октября | 26 ноября  | 25 декабря    |                          |
| Юлианский календарь                   | 24 января 1582  | 23 февраля              | 24 марта  | 23 апреля             | 22 мая    | 20 июня               | 20 июля    | 18 августа              | 17 сентября             | 17 октября | 16 ноября  | 15 декабря    |                          |
| 11-й год Тэнсё (Водяная Коза)         | 1-я луна        | 1-я луна (високосная) * | 2-я луна* | 3-я луна              | 4-я луна* | 5-я луна*             | 6-я луна   | 7-я луна*               | 8-я луна                | 9-я луна   | 10-я луна* | 11-я луна     | 12-я луна                |
| Григорианский календарь               | 24 января 1583  | 23 февраля              | 24 марта  | 22 апреля             | 22 мая    | 20 июня               | 19 июля    | 18 августа              | 16 сентября             | 16 октября | 15 ноября  | 14 декабря    | 13 января 1584           |
| Юлианский календарь                   | 14 января 1583  | 13 февраля              | 14 марта  | 12 апреля             | 12 мая    | 10 июня               | 9 июля     | 8 августа               | 6 сентября              | 6 октября  | 5 ноября   | 4 декабря     | 3 января 1584            |
| 12-й год Тэнсё (Деревянная Обезьяна)  | 1-я луна*       | 2-я луна                | 3-я луна* | 4-я луна              | 5-я луна* | 6-я луна*             | 7-я луна   | 8-я луна*               | 9-я луна                | 10-я луна* | 11-я луна  | 12-я луна     |                          |
| Григорианский календарь               | 12 февраля 1584 | 12 марта                | 11 апреля | 10 мая                | 9 июня    | 8 июля                | 6 августа  | 5 сентября              | 4 октября               | 3 ноября   | 2 декабря  | 1 января 1585 |                          |
| Юлианский календарь                   | 2 февраля 1584  | 2 марта                 | 1 апреля  | 30 апреля             | 30 мая    | 28 июня               | 27 июля    | 26 августа              | 24 сентября             | 24 октября | 22 ноября  | 22 декабря    |                          |
| 13-й год Тэнсё (Деревянный Петух)     | 1-я луна        | 2-я луна*               | 3-я луна  | 4-я луна*             | 5-я луна  | 6-я луна*             | 7-я луна*  | 8-я луна                | 8-я луна (високосная) * | 9-я луна   | 10-я луна* | 11-я луна     | 12-я луна                |
| Григорианский календарь               | 31 января 1585  | 2 марта                 | 31 марта  | 30 апреля             | 29 мая    | 28 июня               | 27 июля    | 25 августа              | 24 сентября             | 23 октября | 22 ноября  | 21 декабря    | 20 января 1586           |
| Юлианский календарь                   | 21 января 1585  | 20 февраля              | 21 марта  | 20 апреля             | 19 мая    | 18 июня               | 17 июля    | 15 августа              | 14 сентября             | 13 октября | 12 ноября  | 11 декабря    | 10 января 1586           |
| 14-й год Тэнсё (Огненная Собака)      | 1-я луна*       | 2-я луна                | 3-я луна  | 4-я луна*             | 5-я луна  | 6-я луна*             | 7-я луна*  | 8-я луна                | 9-я луна*               | 10-я луна  | 11-я луна* | 12-я луна     |                          |
| Григорианский календарь               | 19 февраля 1586 | 20 марта                | 19 апреля | 19 мая                | 17 июня   | 17 июля               | 15 августа | 13 сентября             | 13 октября              | 11 ноября  | 11 декабря | 9 января 1587 |                          |
| Юлианский календарь                   | 9 февраля 1586  | 10 марта                | 9 апреля  | 9 мая                 | 7 июня    | 7 июля                | 5 августа  | 3 сентября              | 3 октября               | 1 ноября   | 1 декабря  | 30 декабря    |                          |
| 15-й год Тэнсё (Огненная Свинья)      | 1-я луна*       | 2-я луна                | 3-я луна  | 4-я луна*             | 5-я луна  | 6-я луна*             | 7-я луна   | 8-я луна*               | 9-я луна                | 10-я луна* | 11-я луна  | 12-я луна*    |                          |
| Григорианский календарь               | 8 февраля 1587  | 9 марта                 | 8 апреля  | 8 мая                 | 6 июня    | 6 июля                | 4 августа  | 3 сентября              | 2 октября               | 1 ноября   | 30 ноября  | 30 декабря    |                          |
| Юлианский календарь                   | 29 января 1587  | 27 февраля              | 29 марта  | 28 апреля             | 27 мая    | 26 июня               | 25 июля    | 24 августа              | 22 сентября             | 22 октября | 20 ноября  | 20 декабря    |                          |
| 16-й год Тэнсё (Земляная Крыса)       | 1-я луна        | 2-я луна*               | 3-я луна  | 4-я луна*             | 5-я луна  | 5-я луна (високосная) | 6-я луна*  | 7-я луна                | 8-я луна*               | 9-я луна   | 10-я луна* | 11-я луна     | 12-я луна*               |
| Григорианский календарь               | 28 января 1588  | 27 февраля              | 27 марта  | 26 апреля             | 25 мая    | 24 июня               | 24 июля    | 22 августа              | 21 сентября             | 20 октября | 19 ноября  | 18 декабря    | 17 января 1589           |
| Юлианский календарь                   | 18 января 1588  | 17 февраля              | 17 марта  | 16 апреля             | 15 мая    | 14 июня               | 14 июля    | 12 августа              | 11 сентября             | 10 октября | 9 ноября   | 8 декабря     | 7 января 1589            |
| 17-й год Тэнсё (Земляной Бык)         | 1-я луна        | 2-я луна*               | 3-я луна  | 4-я луна*             | 5-я луна  | 6-я луна*             | 7-я луна   | 8-я луна                | 9-я луна*               | 10-я луна  | 11-я луна* | 12-я луна     |                          |
| Григорианский календарь               | 15 февраля 1589 | 17 марта                | 15 апреля | 15 мая                | 13 июня   | 13 июля               | 11 августа | 10 сентября             | 10 октября              | 8 ноября   | 8 декабря  | 6 января 1590 |                          |
| Юлианский календарь                   | 5 февраля 1589  | 7 марта                 | 5 апреля  | 5 мая                 | 3 июня    | 3 июля                | 1 августа  | 31 августа              | 30 сентября             | 29 октября | 28 ноября  | 27 декабря    |                          |
| 18-й год Тэнсё (Металлический Тигр)   | 1-я луна*       | 2-я луна                | 3-я луна* | 4-я луна*             | 5-я луна  | 6-я луна*             | 7-я луна   | 8-я луна                | 9-я луна                | 10-я луна* | 11-я луна  | 12-я луна*    |                          |
| Григорианский календарь               | 5 февраля 1590  | 6 марта                 | 5 апреля  | 4 мая                 | 2 июня    | 2 июля                | 31 июля    | 30 августа              | 29 сентября             | 29 октября | 27 ноября  | 27 декабря    |                          |
| Юлианский календарь                   | 26 января 1590  | 24 февраля              | 26 марта  | 24 апреля             | 23 мая    | 22 июня               | 21 июля    | 20 августа              | 19 сентября             | 19 октября | 17 ноября  | 17 декабря    |                          |
| 19-й год Тэнсё (Металлический Кролик) | 1-я луна        | 1-я луна (високосная) * | 2-я луна  | 3-я луна*             | 4-я луна* | 5-я луна              | 6-я луна*  | 7-я луна                | 8-я луна                | 9-я луна*  | 10-я луна  | 11-я луна     | 12-я луна*               |
| Григорианский календарь               | 25 января 1591  | 24 февраля              | 25 марта  | 24 апреля             | 23 мая    | 21 июня               | 21 июля    | 19 августа              | 18 сентября             | 18 октября | 16 ноября  | 16 декабря    | 15 января 1592           |
| Юлианский календарь                   | 15 января 1591  | 14 февраля              | 15 марта  | 14 апреля             | 13 мая    | 11 июня               | 11 июля    | 9 августа               | 8 сентября              | 8 октября  | 6 ноября   | 6 декабря     | 5 января 1592            |
| 20-й год Тэнсё (Водяной Дракон)       | 1-я луна        | 2-я луна*               | 3-я луна  | 4-я луна*             | 5-я луна* | 6-я луна              | 7-я луна*  | 8-я луна                | 9-я луна*               | 10-я луна  | 11-я луна  | 12-я луна     |                          |
| Григорианский календарь               | 13 февраля 1592 | 14 марта                | 12 апреля | 12 мая                | 10 июня   | 9 июля                | 8 августа  | 6 сентября              | 6 октября               | 4 ноября   | 4 декабря  | 3 января 1593 |                          |
| Юлианский календарь                   | 3 февраля 1592  | 4 марта                 | 2 апреля  | 2 мая                 | 31 мая    | 29 июня               | 29 июля    | 27 августа              | 26 сентября             | 25 октября | 24 ноября  | 24 декабря    |                          |

* звёздочкой отмечены короткие месяцы (луны) продолжительностью 29 дней. Остальные месяцы длятся 30 дней.